# Ázsia vízrajza
Ázsia vízrajzának két fő sajátossága van: centrális és periférikus. A centrális lefolyástalan területek a kontinens közel egyharmadát ölelik fel (ilyen például az Aral-tó vidéke). A belső óriás hegységekből hatalmas folyók futnak le a perifériákra, minden irányban a tenger felé. Jelentős a folyamóriások száma.
Kelet-Ázsiát három nagy folyó szeli át: a Sárga-folyó (Huang-ho), a Jangce (Csangcsiang, Kék-folyó) és a Gyöngy-folyó (Xi Jiang ). A folyók vizét ősidők óta öntözésre használták fel.
A dél- és délkelet-ázsiai folyók többsége a Himalájában ered. Évente a nyár elején, amikor olvadni kezd a hó és a gleccserek, valamint a nyári monszunnal megérkezik a csapadék, a folyók megáradnak. A víz életre kelti a rizsföldeket és a mezőket, a lakosság a folyókat ezért is szentnek tekinti. A legnagyobb folyók az Indus, a Gangesz a Brahmaputra, az Irrawaddy, a Szalven és a Mekong.
Délnyugat-Ázsia két legismertebb folyója az Eufrátesz és a Tigris. Túlnyomórészt száraz éghajlatú területeken folynak át, ezért a lakosság számára nagy jelentőségűek.
Észak-Ázsiában a legnagyobb folyók az Ob, a Jenyiszej, a Léna és az Amur. Főleg a közlekedésben és a villamosenergia-termelésben jelentős a szerepük.
Közép-Ázsia nagy kiterjedésű területeiről egy folyó sem ömlik a tengerekbe és az óceánokba. Az ilyen térségeket lefolyástalan területeknek nevezzük. A folyók tavakba torkollnak – amelyekből egy további folyó sem szállítja a vizet a tengerbe –, néhol pedig fokozatosan a sivatagban tűnnek el. Egyes ilyen tavak sós vizűek, és a térképen a kék szín más árnyalatával különböztetik meg őket. Ázsia lefolyástalan területein a folyók ilyen példája az Amu-darja és a Szir-darja, amelyek az Aral-tóba torkollnak.
A kontinensnek kevés tava van, azok is főként a lefolyástalan területeken találhatók (Kaszpi-tenger, Aral-tó, Balkas-tó, Lop nor-tó, Iszik-köl stb.). Európa és Ázsia határán terül el a világ legnagyobb tava, a Kaszpi-tenger, melynek vize sós. A múltban a világóceán része volt. A Bajkál-tó a világ legmélyebb tava, legmélyebb pontján 1642 m mély.